# Vildhäst
Vildhästen (Equus ferus) är en art i familjen hästdjur (Equidae) som tillhör ordningen uddatåiga hovdjur (Perissodactyla). Tamhästen (Equus ferus caballus), liksom Przewalskis häst (Equus ferus przewalskii), är underarter av vildhäst.
En teori är att den vilda underart som gav upphov till dagens tamhästar dog ut på grund av att de jagades, tillfångatogs eller blandades med tamhästar. Denna vilda underart har ofta benämnts tarpan. 
Przewalskis häst utrotades i vilt tillstånd från sin sista utpost på de mongoliska stepperna under nittonhundratalet. Underarten överlevde i fångenskap och har sedermera även återutsatts i det vilda. DNA-baserad forskning tyder på att przewalskihästar under förhistorisk tid har hållits i fångenskap. 
Begreppet vildhästar används också ofta för att beskriva frilevande hästar, dvs sådana som lever i ett vilt tillstånd. 

## Lista över vildhästar
- †E. ferus germanicus (Skogshäst)
- †E. ferus gmelini (Tarpan)
- †E. ferus lambei (Yukonhäst)